# 弗拉基米尔·谢米恰斯内
弗拉基米尔·叶菲莫维奇·谢米恰斯内（俄语：Владимир Ефимович Семичастный；1924年1月15日—2001年1月12日），苏联政治家，曾于1961年11月至1967年5月担任苏联情报机构克格勃主席。谢米恰斯内是谢列平的门徒，从苏联共青团中得到提拔。

## 生平
弗拉基米尔·叶菲莫维奇·谢米恰斯内毕业于莫斯科大学。1945年任共青团乌克兰顿涅茨州委书记，后任乌克兰共青团中央书记（赫鲁晓夫时任苏共乌克兰第一书记）。1950年，任苏联共青团中央书记、第一书记。1959年，任阿塞拜疆党中央第二书记。1961年11月，任苏联部长会议国家安全委员会（克格勃）主席。1967年，任乌克兰部长会议副主席。1981年，任全苏知识协会副主席。